# Ryszard Siczek
Ryszard Siczek (ur. 28 marca 1949 w Żukowie koło Lublina) – polski polityk.
W wyborach samorządowych w 2002 został wybrany na burmistrza miasta Piaski.
Jesienią 2006 ponownie wybrany na burmistrza miasta Piaski z listy Komitetu Wyborczego Polskiego Stronnictwa Ludowego. W wyborach samorządowych w 2006 otrzymał 57,66% głosów, dzięki czemu wygrał już w I turze. Zastępcą burmistrza został Michał Cholewa.